# Calixto Ovalle Vicuña
Calixto Ovalle Vicuña; (Santiago, 1825 - 31 de julio de 1897). Abogado y político radical chileno. Hijo de Ramón Francisco Ovalle Vicuña y Corina Vicuña Guerrero.
Fue educado en el Colegio de los Sagrados Corazones de Santiago y en la Universidad de Chile, donde se graduó como abogado (1854). Se dedicó al derecho y el comercio. Representó a algunas firmas bancarias y al periódico El Mercurio. 
Figuró como socio del Club de La Unión y afiliado al Partido Liberal Democrático, por el cual fue elegido Diputado por Santiago (1891-1894), formando parte de la comisión permanente de Gobierno Interior. 